# 第304施設隊
第304施設隊（だいさんまるよんしせつたい）は、陸上自衛隊出雲駐屯地（島根県 出雲市）に駐屯する第4施設団隷下の施設科部隊である。

## 概要
1957年（昭和32年）、千僧駐屯地において第3施設大隊（現大久保駐屯地に在駐）を母隊として第303地区施設隊が編成完結した。同年出雲駐屯地に移駐し、山陰地区唯一の施設部隊として部外工事・災害派遣に力を傾注してきたが1990年（平成2年）、移駐以来出雲の地に32年その名声を誇った第303地区施設隊は廃止されるとともに同年、第7施設群第349施設中隊に改編された。1999年（平成11年）、第4施設団改編により第349施設中隊は廃止され、近代装備を有する施設科の先駆け部隊として、機能別小隊編成の第304施設隊が新編された。2004年（平成16年）3月、整備小隊が第104施設直接支援大隊第1直接支援隊に改編、さらに2008年（平成20年）3月には築城・障害小隊が廃止となり、即応予備自衛官を主体とする第301施設小隊が新編、2017年（平成29年）3月に第301施設小隊が廃止となり、現在に至っている。

## 沿革
- 1999年（平成11年）3月29日：第304施設隊がを出雲駐屯地に新編。
- 2004年（平成16年）3月27日：後方支援体制移行に伴い、整備小隊を廃止し整備部門を中部方面後方支援隊第104施設直接支援大隊第1直接支援隊に移管。
- 2008年（平成20年）3月26日：築城・障害小隊[2]を廃止し、即応予備自衛官を主体とする第301施設小隊を新編。4個小隊から、3個小隊ヘ改編。
- 2017年（平成29年）3月27日：第301施設小隊（出雲駐屯地）を廃止。

## 編成
- 第304施設隊本部
- 施設小隊（C）「機動支援」：攻撃支援を担任。
- 施設小隊（D）「築城・障害」：防御支援を担任。
- 渡河・交通小隊「交通」：渡河支援および交通作業を担任。

装備車両の部隊表示は、全て「304施設」

## 整備支援部隊
- 中部方面後方支援隊第104施設直接支援大隊第1直接支援隊「104施直支-1支」（出雲駐屯地）：2004年（平成16年）3月27日から

## 廃止された部隊
- 2004年（平成16年）3月27日廃止
  - 第304施設隊整備小隊：
- 2008年（平成20年）3月26日廃止
  - 第304施設隊築城・障害小隊：
- 2017年（平成29年）3月27日廃止
  - 第301施設小隊：